# Van Johnson
Van Johnson, właśc. Charles Johnson (ur. 25 sierpnia 1916 w Newport, zm. 12 grudnia 2008 w dzielnicy Nyack w Nowym Jorku) – amerykański aktor i tancerz, gwiazda studia Metro-Goldwyn-Mayer w trakcie II wojny światowej.

## Życiorys
Urodził się w Newport na Rhode Island jako syn Loretty (z domu Snyder), gospodyni domowej, i Charlesa E. Johnsona, hydraulika i późniejszego pośrednika nieruchomości. Jego ojciec był imigrantem ze Szwecji, matka natomiast była Amerykanką pochodzenia niemieckiego i posługiwała się językiem pensylwańskim. Matka była uzależniona od alkoholu; gdy Van był małym dzieckiem odwróciła się od rodziny i ją opuściła.
Johnson w 1935 roku, krótko po ukończeniu szkoły średniej, przeprowadził się do Nowego Jorku. Z trupą teatralną objechał Nową Anglię; w ramach występów  głównie tańczył na scenie. Debiutował na Broadwayu w sztuce New Faces of 1936. W 1939 roku otrzymał angaż do roli ucznia liceum w sztuce duetu Rodgers i Hart Too Many Girls. Następnie wystąpił w kolejnej sztuce tej pary autorów Pal Joey; grał w niej w zastępstwie Gene’a Kelly’ego. Przeszedł pozytywnie testy ekranowe studia Warner Bros. i otrzymał kontrakt na 300 dolarów tygodniowo. Wystąpił w filmie Murder in the Big House u boku aktorki Faye Emerson. Studio Warner rozwiązało z nim kontrakt po sześciu miesiącach.
Lucille Ball, z którą znał się jeszcze z Nowego Jorku, zapoznała go z reżyserem castingu ze studia MGM Billym Gradym. Studio zaproponowało go do roli młodego żołnierza w filmie Odnajdę cię wszędzie, w którym gwiazdami byli Clark Gable i Lana Turner. Rok później wystąpił w filmie Pilot No. 5 i w ekranizacji powieści Williama Saroyana Komedia ludzka. Do roli wojskowych powracał jeszcze w takich filmach okresu II wojny światowej jak: 30 sekund nad Tokio i Weekend w hotelu Waldorf.
Kiedy w 1943 roku jechał na specjalny pokaz filmu Keeper of the Flame, miał wypadek samochodowy; kawałek metalu utkwił w jego czole. Blizny z tego wypadku są bardzo widoczne w filmie Bunt na okręcie. Okres powypadkowy odchorowywał w domu swojego przyjaciela aktora Keenana Wynna, gdzie poznał swoją przyszłą żonę Eve Lynn Abbott; była ona żoną Wynna. Ślub Johnsona i Abbott odbył się w tym samym dniu, w którym rozwód z Wynnem stał się prawomocny. Wytwórnia MGM, aby uniknąć skandalu, postanowiła wynagrodzić Wynnowi stratę żony lepszym kontraktem i płacą. Małżeństwo z Eve oddaliło plotki na temat orientacji seksualnej Johnsona. Eve Lynn urodziła w tym małżeństwie córkę Schuyler.
Po incydencie z małżeństwem studio MGM postanowiło utrwalić wizerunek Johnsona jako „amerykańskiego chłopca” (czyli żołnierza); obsadzono go w takich filmach jak: A Guy Named Joe, Pole bitwy i Dwie dziewczyny i żeglarz.
Johnson opuścił studio MGM i podjął pracę dla Columbia Pictures, gdzie w 1954 roku wystąpił w Buncie na okręcie. Później zagrał w musicalu Brigadoon u boku Gene’a Kelly’ego. Gościnnie występował również w serialu Kocham Lucy. Późniejsze jego filmy to: Kiedy ostatni raz widziałem Paryż i Koniec romansu.
W latach 60. występował głównie w serialach telewizyjnych i filmach klasy B. Po rolach w takich tasiemcach jak Batman, Pogoda dla bogaczy czy Statek miłości, wziął udział w filmie Rozwód po amerykańsku.
W 1985 roku zagrał w filmie Woody’ego Allena Purpurowa róża z Kairu.
Van Johnson ma swoją gwiazdę w Hollywoodzkiej Alei Sław przy 6600 Hollywood Blvd.